# Nationaal park Tierra del Fuego
Nationaal Park Tierra del Fuego is een nationaal park in het Argentijnse deel van Vuurland. Het werd opgericht in 1960.
Het park ligt dicht bij Ushuaia. Het park kan worden bereikt met El Tren del fin del Mundo (de trein aan het einde van de wereld), een toeristische stoomtrein over een smalspoor van 7 kilometer lengte.
Het nationale park strekt zich 60 km ten noorden van het Beaglekanaal uit, langs de grens met Chili. Het park heeft een oppervlakte van circa 630 km² en omvat delen van het Fagnano- en het Rocameer bij de Lapataiabaai aan de zuidkust. In het park bevinden zich watervallen, bossen, bergen en gletsjers. Delen van het park zijn, ter bescherming van het milieu, niet toegankelijk.
In het park leven circa twintig soorten zoogdieren, zoals de guanaco, de vos, het konijn en de muskusrat. Verder komen er circa 90 vogelsoorten voor zoals de kelpgans, bergbeekeenden, Magelhaenparkieten, Andescondors en scholeksters.
Enkele wandelingen zijn de Senda Castorera, Paseo del Mirador, Paseo del Turbal, Senda Laguna Negra, Senda Pampa Alta, Senda Cerro Guanaco en de Senda da Costera.